# 1743 Schmidt
1743 Schmidt (4109 P-L) là một tiểu hành tinh vành đai chính được phát hiện ngày 24 tháng 9 năm 1960 ở Palomar bởi C.J. van Houten và Bernhard Schmidt..